# Acentrogobius pellidebilis
 Acentrogobius pellidebilis  es una especie de pez de la familia de los Gobiidae en el orden de los Perciformes.

## Morfología
Los machos pueden llegar a alcanzar los 7 cm de longitud total.

## Hábitat
Es un pez de Agua dulce, de clima templado y demersal.

## Distribución geográfica
Se encuentra en Corea.

## Observaciones
Es inofensivo para los humanos. 